# Callichroma viridipes
Callichroma viridipes é uma espécie de coleóptero da tribo Callichromatini (Cerambycinae); com distribuição apenas na Colômbia e Panamá.